# Dipartimento di Sargento Cabral
Sargento Cabral è un dipartimento argentino, situato nella parte meridionale della provincia del Chaco, con capoluogo Colonia Elisa.

## Geografia fisica
Esso confina con i dipartimenti di Libertador General San Martín, Primero de Mayo, General Donovan, Veinticinco de Mayo e Presidencia de la Plaza.

## Società

### Evoluzione demografica
Secondo il censimento del 2001, su un territorio di 1.651 km², la popolazione ammontava a 15.030 abitanti, con un aumento demografico del 17,17% rispetto al censimento del 1991.

## Amministrazione
Nel 2001 il dipartimento comprendeva i seguenti comuni (municipios in spagnolo):
- Capitán Solari
- Colonia Elisa
- Colonias Unidas
- Las Garcitas